# Jonathan Bocão
Jonathan Ferreira da Silva, mais conhecido como Jonathan Bocão ou apenas Bocão (Taguatinga, 03 de novembro de 1992) é um futebolista brasileiro que atua como lateral-direito. Atualmente joga pelo Brasil de Pelotas.

## Carreira
Nascido no Distrito Federal, Jonathan começou sua carreira pelas categorias de base de clubes de estados vizinhos, como Rondonópolis do Mato Grosso e o Vila Nova de Goiás. Porém, foi em seu estado natal que começou seus primeiros passos no futebol profissional pelo Cruzeiro, mas não teve nenhuma oportunidade em sua passagem pelo clube e logo se transferiu para o Brasiliense na temporada seguinte. Bocão foi o autor do primeiro gol do Estádio Mané Garrincha em Brasília após sua reinauguração, diante do Brasília em partida válida pela final do Campeonato Brasiliense em que se consagrou campeão após vencer por 3 a 0.
Em dezembro de 2013 foi anunciado como o primeiro reforço do Avaí para a temporada de 2014. No mesmo ano conquistou pelo Leão o acesso à Série A sendo um dos destaques do clube ao longo da campanha. Em 2015 assinou com o Goiás até o fim do ano, porém, acabou perdendo espaço no clube após o Campeonato Goiano e ficando fora dos planos da diretoria para o restante da temporada e teve optou por rescindir seu contrato com o esmeraltino. Para o resto da temporada assinou com o CRB aonde foi um dos destaques do time alagoano na Série B, marcando diante do Boa Esporte um golaço após uma bela arrancada do meio de campo e garantindo a vitória por 3 a 1.
Após vários impasses e diversas rodadas de negociações, Bocão renovou seu vínculo com o CRB para a temporada de 2016.
Após duas temporadas no CRB, em 2017 assinou com a Ferroviária para a disputa do Campeonato Paulista. Por indicação do técnico Geninho, com quem trabalhou no Avaí em 2014, foi contratado pelo ABC para a disputa da Série B.

## Títulos
Brasiliense
- Campeonato Brasiliense: 2013

CRB
- Campeonato Alagoano: 2017